# Península de Macanao (khu tự quản)
Península de Macanao là một khu tự quản thuộc bang Nueva Esparta, Venezuela. Thủ phủ của khu tự quản Península de Macanao đóng tại Boca del Río. Khự tự quản Península de Macanao có diện tích 320 km2, dân số theo điều tra dân số ngày 21 tháng 10 năm 2001 là 20935 người.